# Nordic Journal of Botany
Nordic Journal of Botany (abreviado Nordic J. Bot.) es una revista ilustrada con descripciones botánicas editada desde el año 1980. Fue precedida por Botanisk Tidsskrift, Friesia, Botanisk Nostiser, y Norwegian Journal of Botany.
Nordic Journal of Botany, publica trabajos científicos originales de importancia para la biodiversidad botánica de la tierra. Trata todos los aspectos de la taxonomía, evolución, conservación y biogeografía de plantas (incluyendo algas y briófitos) y los hongos.
Admite contribuciones dedicadas a la sistemática (incluida la filogenia, la variación genética dentro y entre los taxones, nomenclatura y las descripciones y revisiones de taxones), la biogeografía, biología de la conservación y los cambios recientes y las amenazas a la diversidad botánica.
Además, los manuscritos sobre la macro y micro-morfología, citología, biología reproductiva y ecofisiología son bienvenidos siempre y cuando los resultados se presentan en una taxonomía, contexto evolutivo o biogeográfico. Los autores están invitados a presentar manuscritos en una investigación original dentro de estos campos, así como ensayos sobre la evolución reciente de la botánica.